# Luis Álvarez Catalá
Luis Álvarez Catalá (Monasterio de Hermo, 22 de enero de 1836-Madrid, 4 de octubre de 1901) fue un retratista y pintor español, director del Museo Nacional del Prado entre 1898 y 1901.

## Biografía

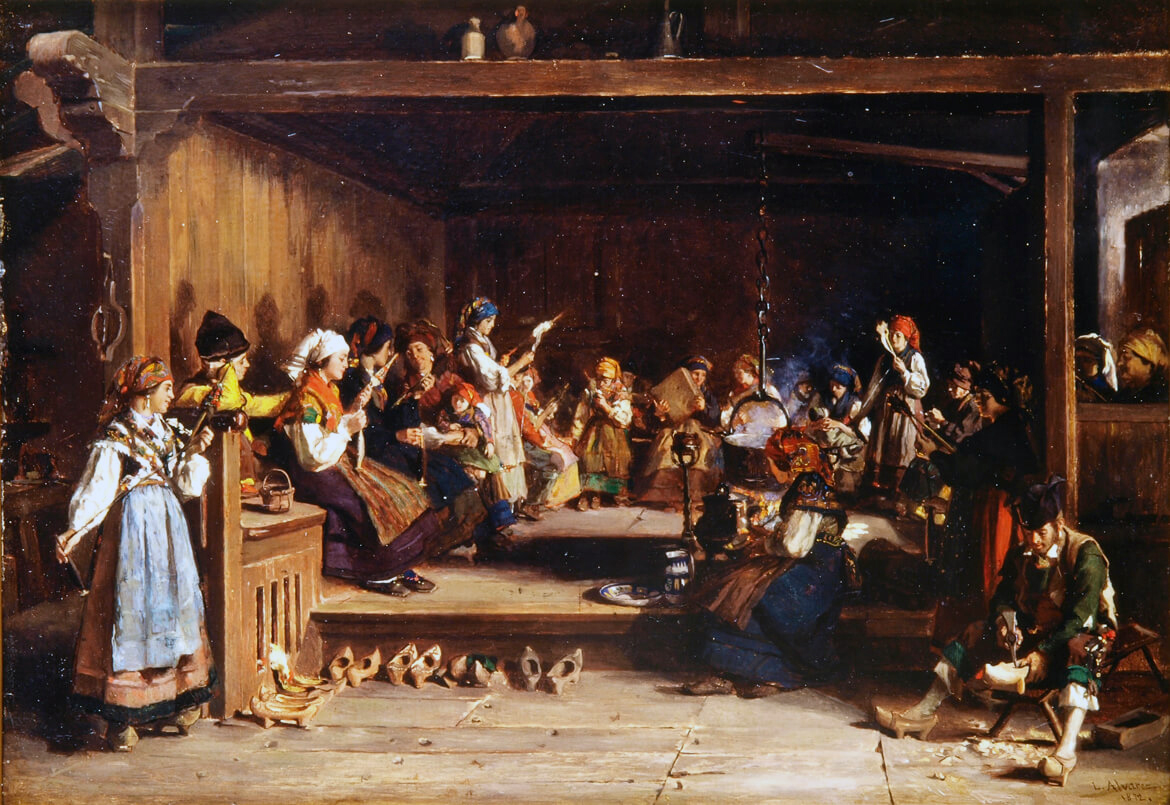
Filandón

Nació en una familia asturiana de Monasterio de Hermo (Cangas de Narcea), aldea en la que pasó gran parte de su infancia y temporadas veraniegas. Después de cursar estudios en Oviedo, se trasladó a Madrid donde estudió en la Escuela Especial de Pintura, Escultura y Grabado y fue discípulo de Federico Madrazo en la Escuela de San Fernando. En 1857, viajó pensionado a Roma con artistas como Rosales, Palmaroli y Dióscoro Puebla. En Roma se dio a conocer con El sueño de Calpurnia, con el que ganó medalla de mérito en la Exposición de Florencia de 1861. Con la misma obra obtuvo segunda medalla en la Exposición Nacional de Bellas Artes de España de 1862. La reina Isabel II adquirió la obra y su pensión fue prolongada por tres años. Residió en Roma hasta 1894, con algunas breves interrupciones por retornos a Madrid, como el de 1866-1867, y en la capital italiana contrajo matrimonio. En 1867 concurrió a la Exposición Nacional con las obras Doña Isabel la Católica en la Cartuja de Burgos y El Cardenal Penitenciario en San Juan, obteniendo segunda medalla por la primera obra. En 1872 pintó en Roma El embarque del Rey Amadeo en La Spezia. Participó en algunas exposiciones de pintura, donde ganó premios en 1889. En 1890, de vuelta en Madrid, concurrió al certamen Nacional de Bellas Artes, obteniendo primera medalla con La silla de Felipe II en el Escorial, obra que ganó también medalla de oro en Berlín al año siguiente.

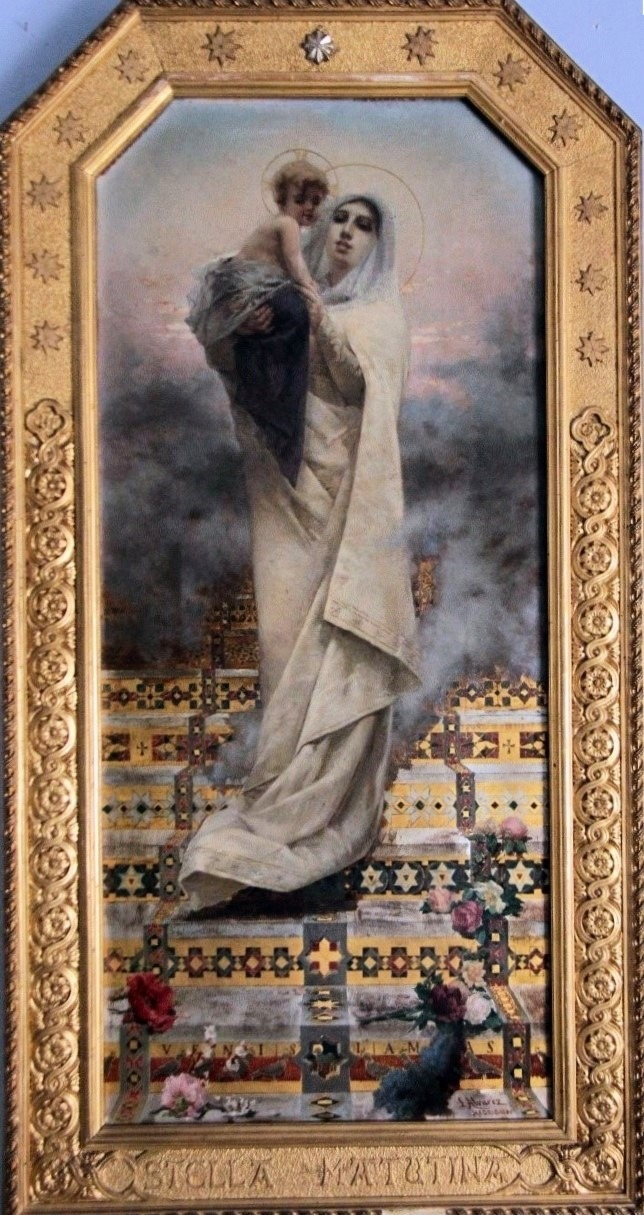
Stella Matutina (1890), óleo sobre lienzo de Luis Álvarez Catalá. Representa a la Virgen María y el Niño Jesús sobre una escalera ornamentada con flores, simbolizando la llegada del Niño Divino como anunciador de la belleza en la Tierra.

Fue sobre todo un pintor romántico, que se inspiró en los temas de historia para realizar sus cuadros. No tuvo mucho prestigio como pintor, pero sí como retratista denotándose esta labor en la reina regente doña María Cristina y del rey niño Alfonso XIII (en el Palacio del Senado, Madrid). Trabó amistad con la reina regente María Cristina de Habsburgo-Lorena, que lo nombró director del Museo del Prado, del que era subdirector, tras la dimisión de Francisco Pradilla el 29 de julio de 1898, manteniéndose en el puesto hasta su propio fallecimiento el 4 de octubre de 1901. También se ha de mencionar que, en cuanto subdirector del Museo desde los últimos tiempos de Federico de Madrazo, había sufrido la anticipación en el puesto de dos colegas: Vicente Palmaroli y el ya citado Pradilla. Por otra parte, su subdirector fue, a partir de 1899, el también pintor Salvador Viniegra.
Durante su mandato al frente del Prado se hicieron varias donaciones, especialmente de Goya, y llegó al museo La familia del infante don Luis de Borbón. En 1899 se creó, asimismo, el Catálogo ilustrado de la sala de Velázquez.
En su obra, y principalmente la costumbrista, hizo gala de buena caracterización de tipos y vestimentas. En la última etapa de su vida pintó numerosos motivos asturianos. En el Museo de Bellas Artes de Asturias se puede ver El Filandón, cuadro de costumbres asturianas pintado con virtuoso preciosismo. Fue uno de los pintores españoles del siglo XIX más galardonados en el extranjero

## Obras seleccionadas

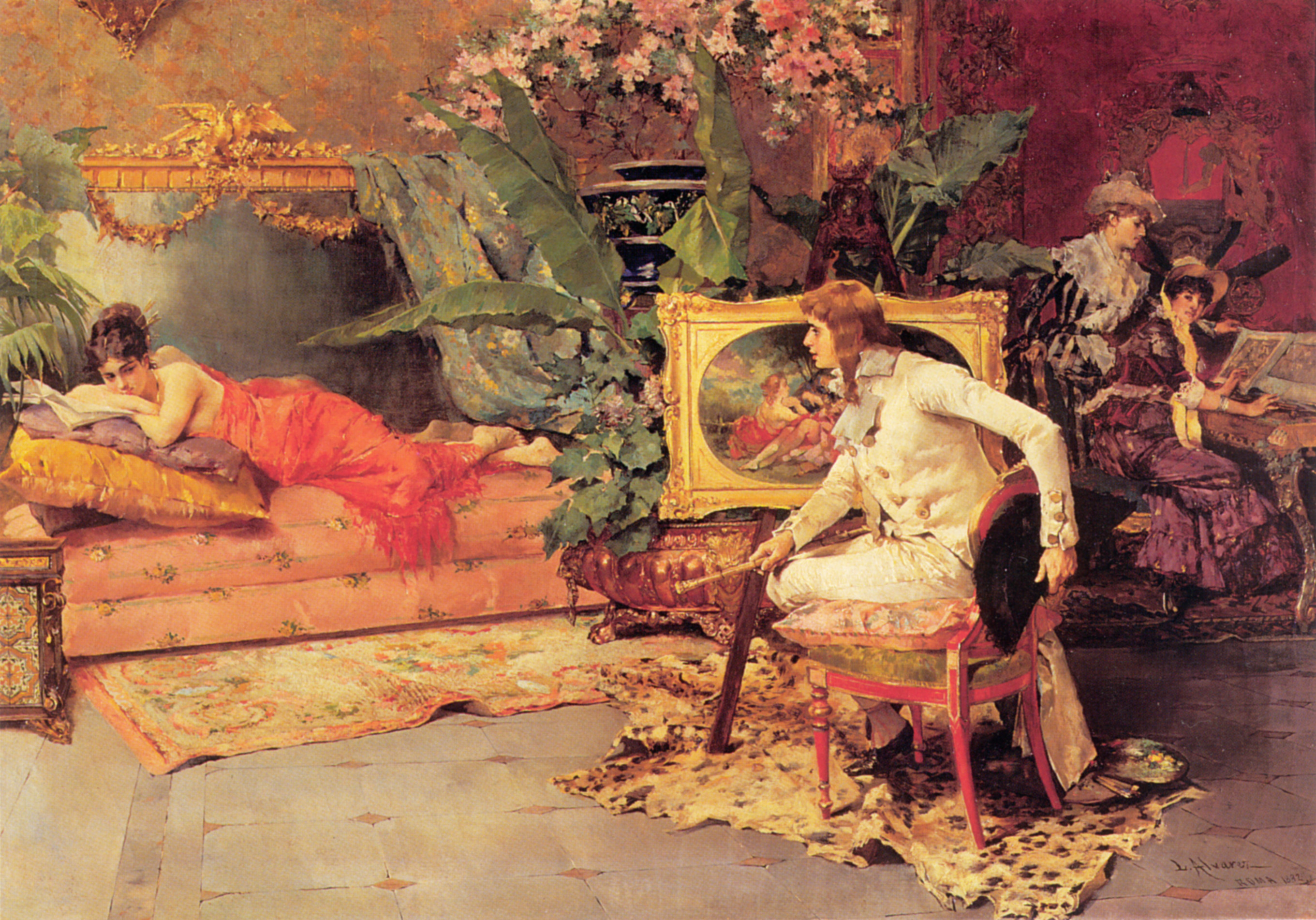
La modelo del artista.
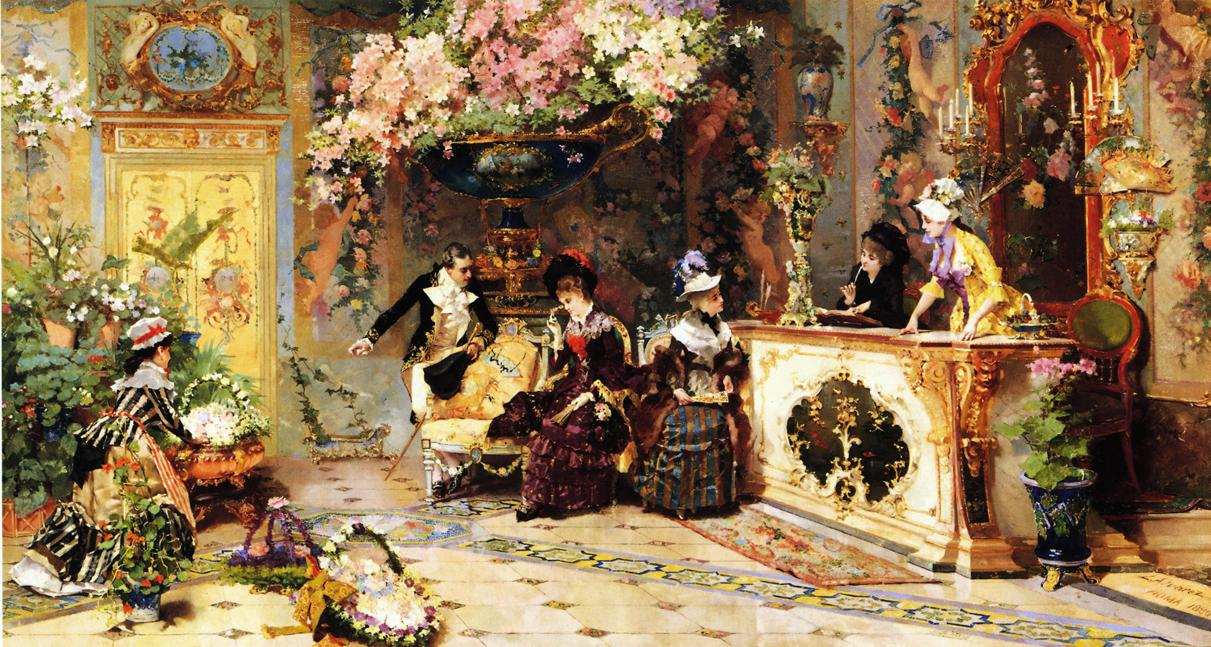
La floristería
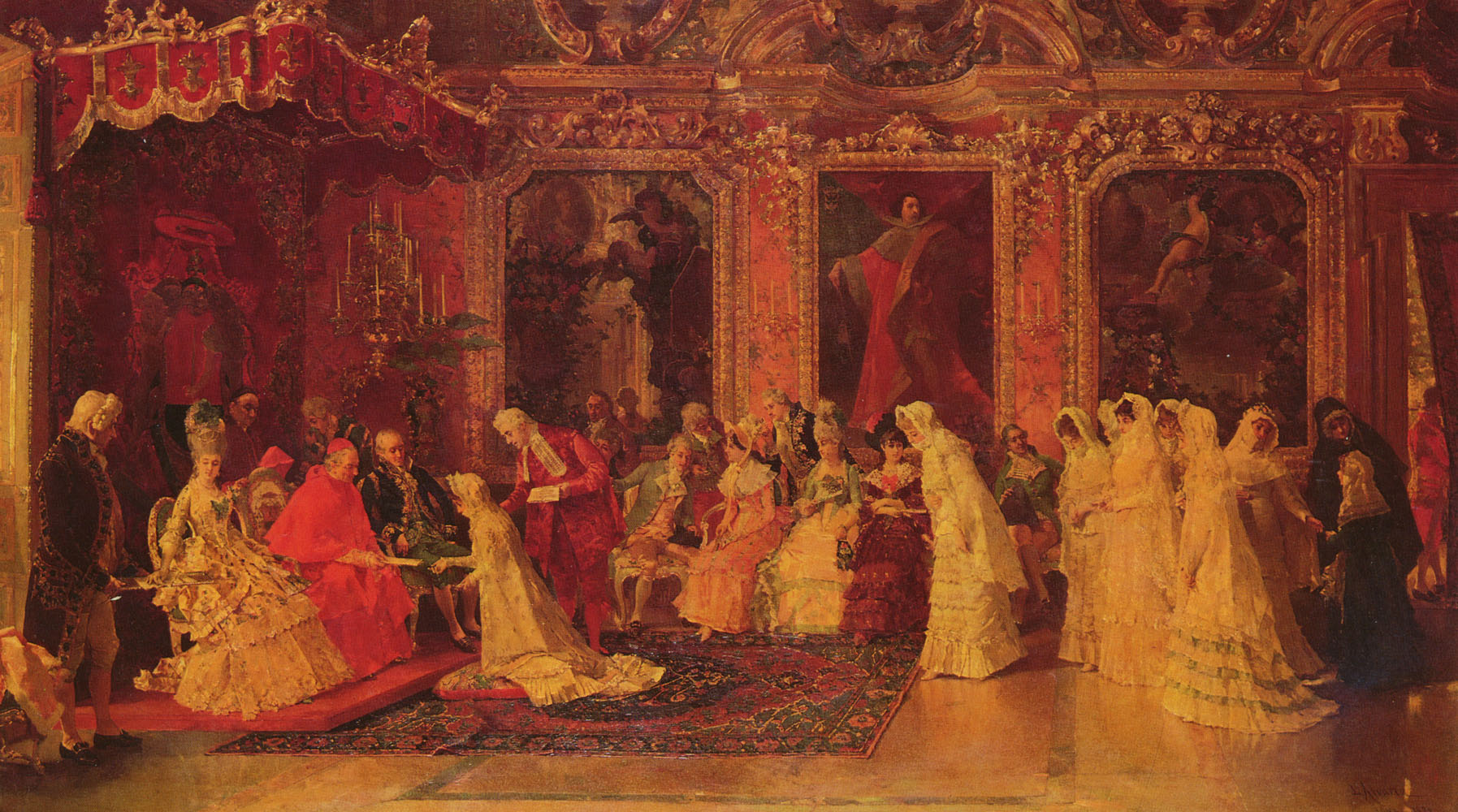
Princesa Borghese otorgando dotes
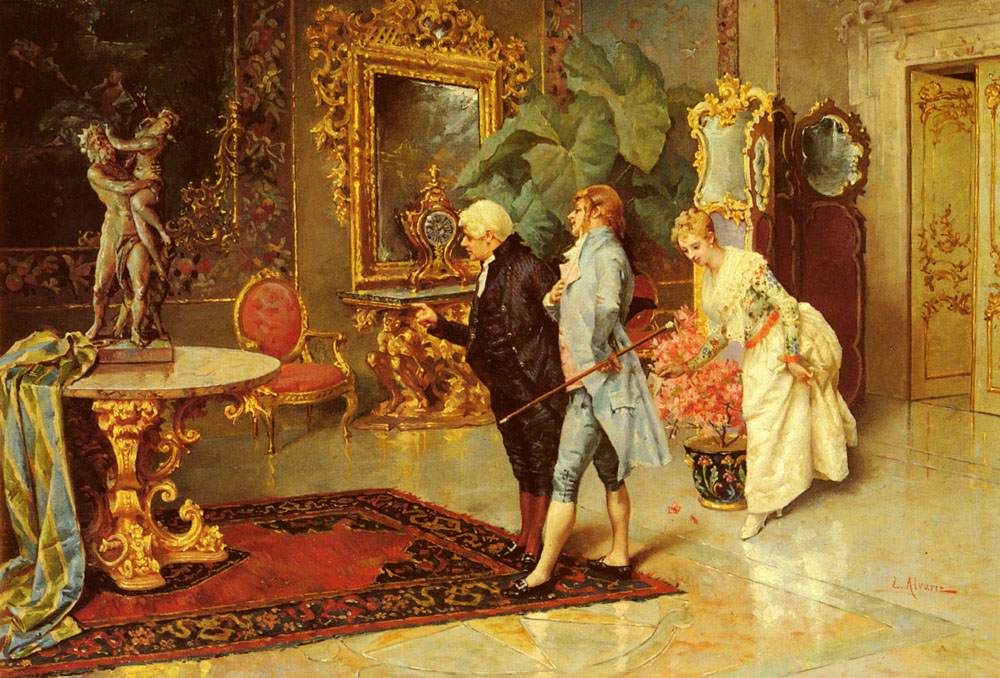
La inauguración
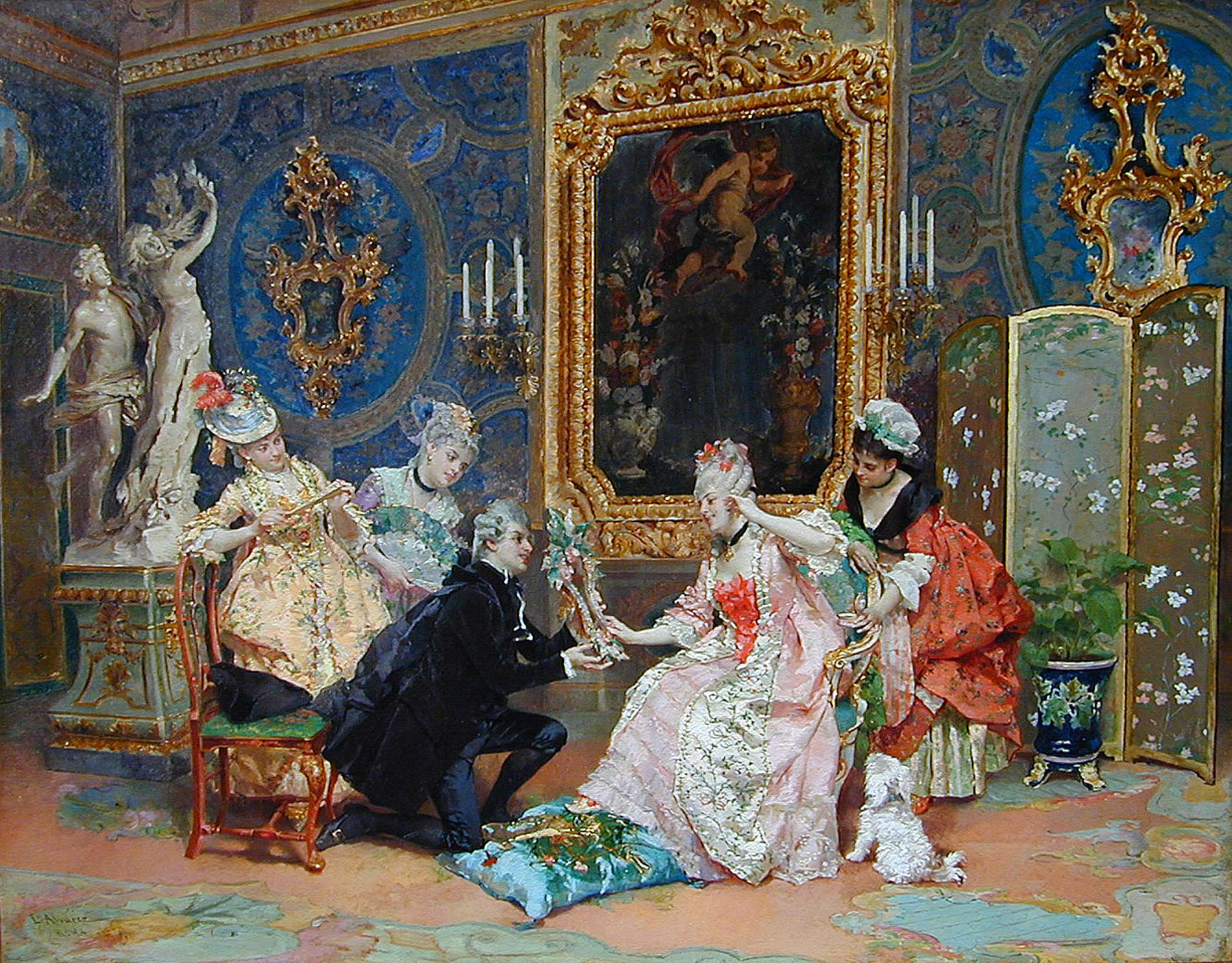
Vestido para la fiesta de baile
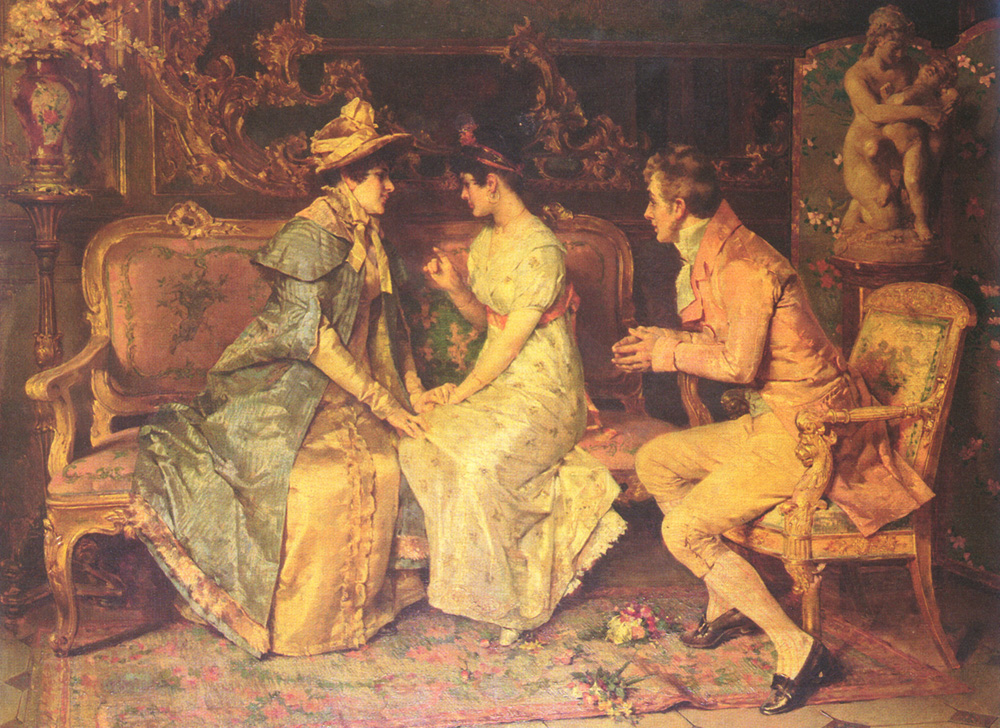
El pretendiente
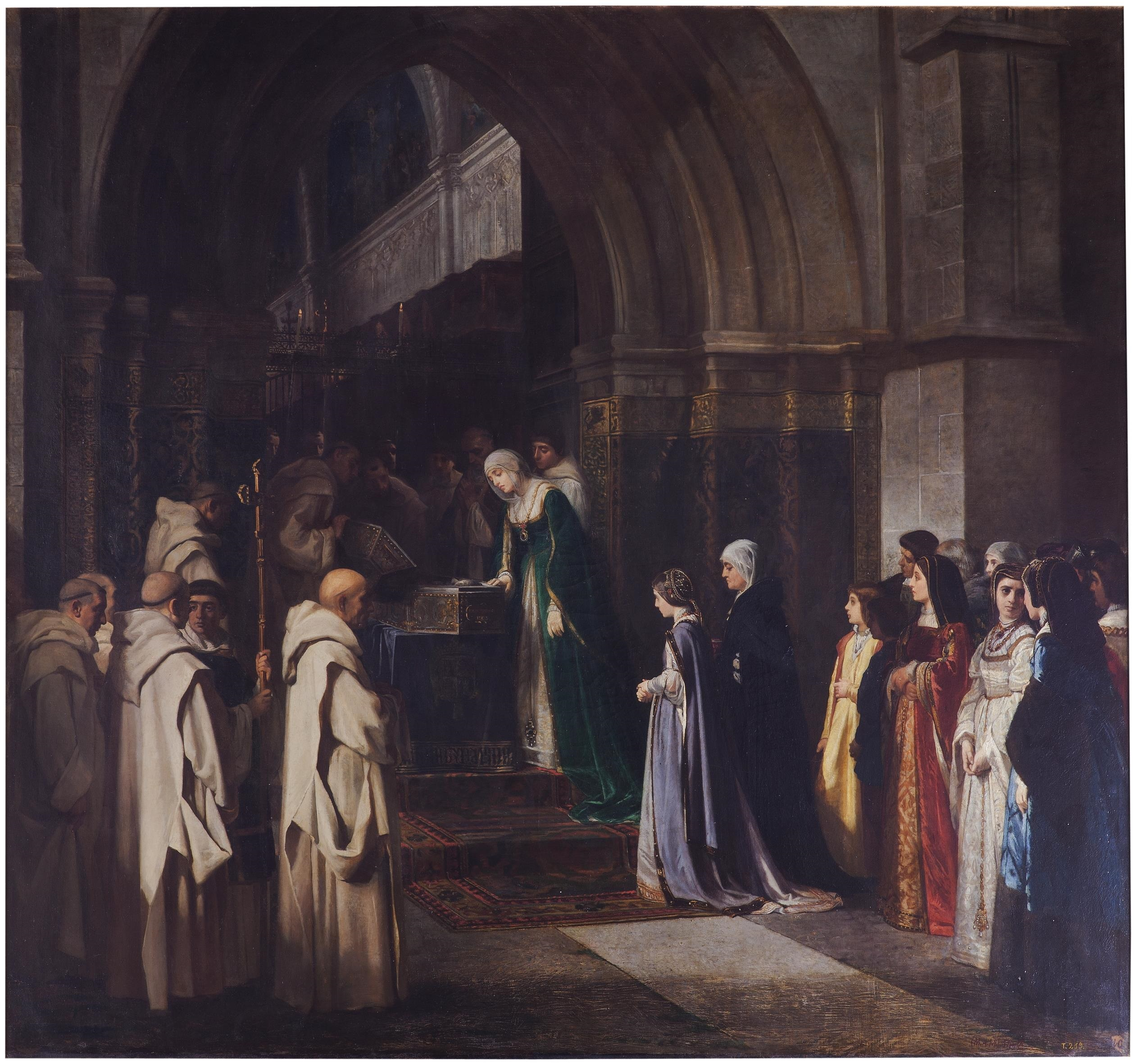
La reina Isabel la Católica en la Cartuja de Miraflores
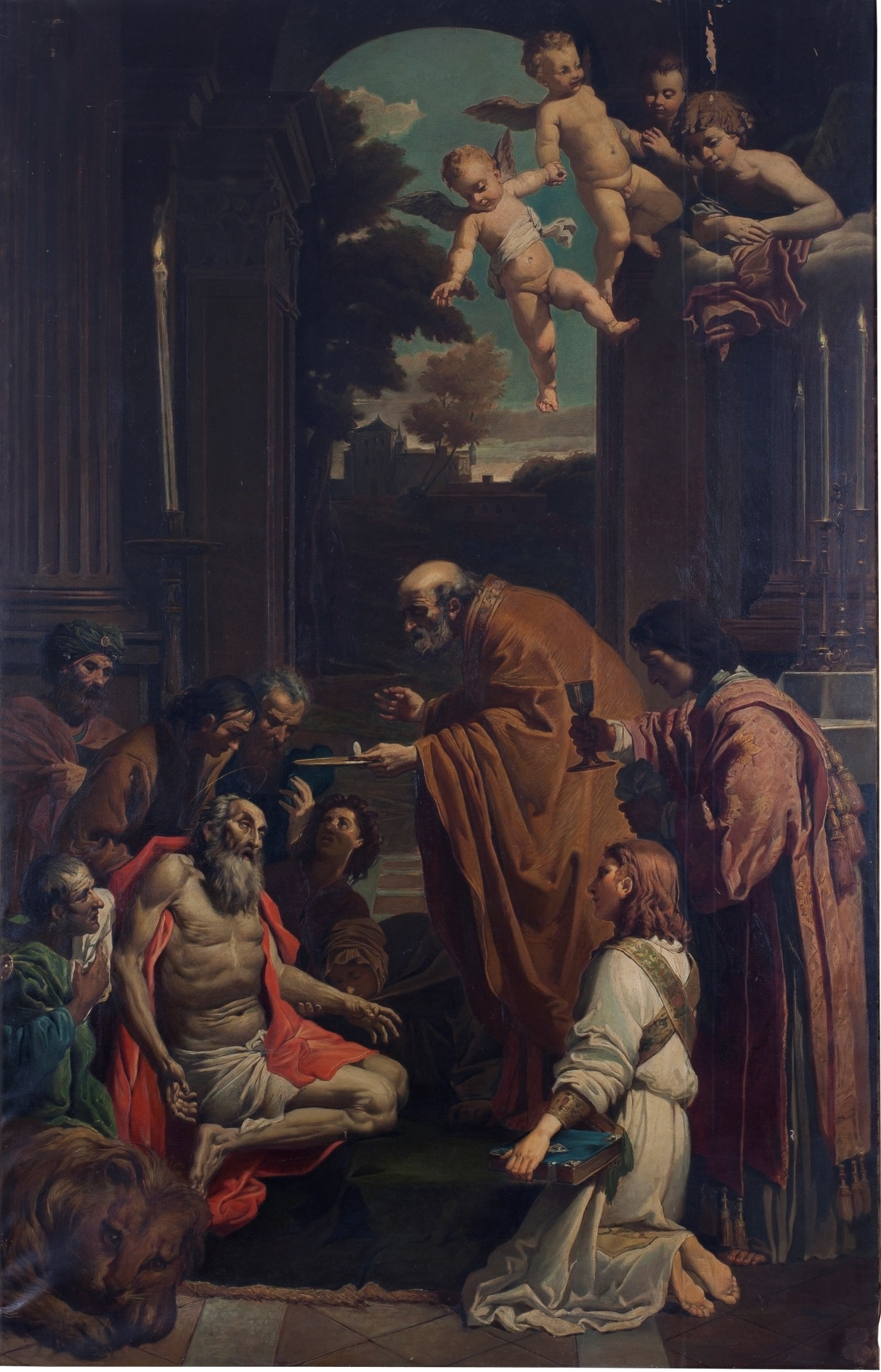
El Viático a San Jerónimo
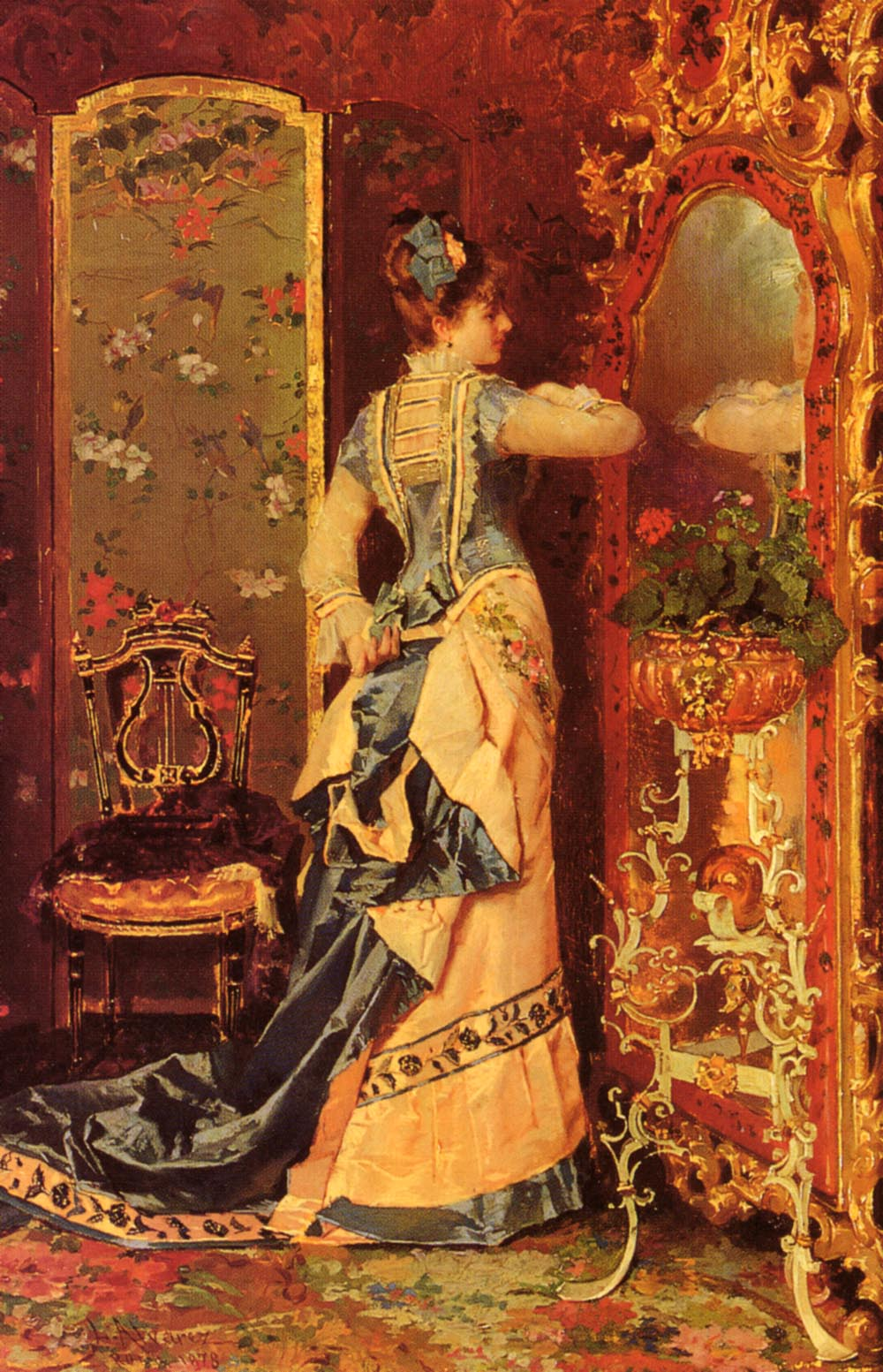
Mujer ante un espejo
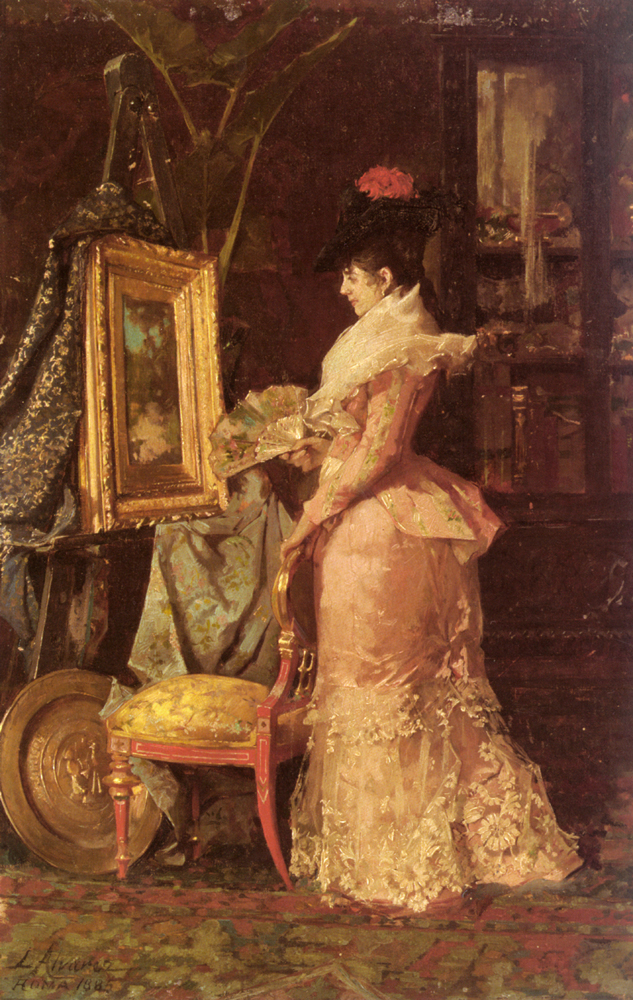
Admirando el cuadro
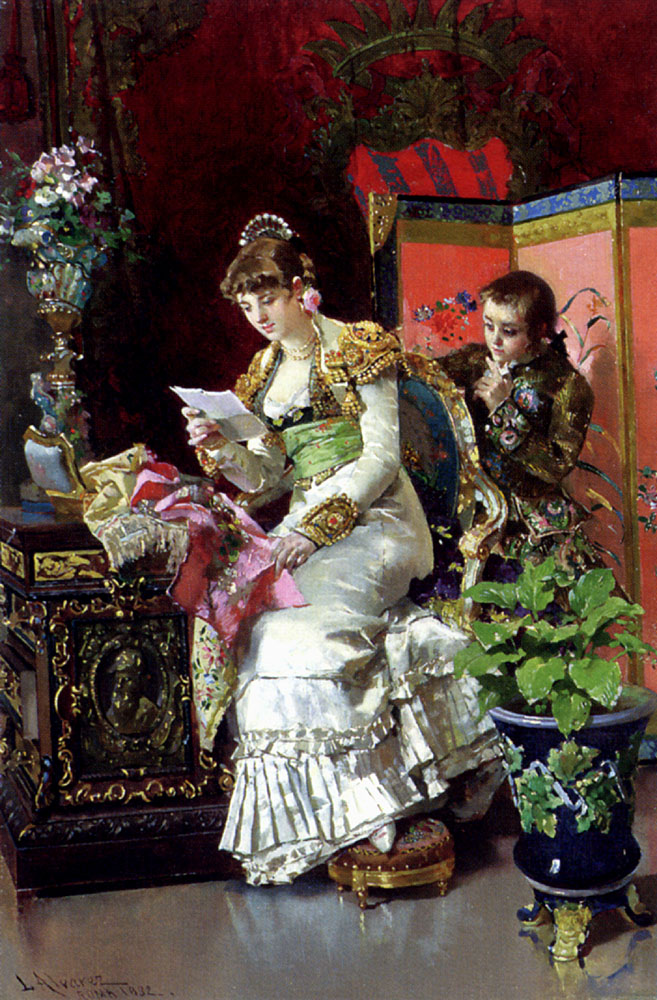
Indiscreción
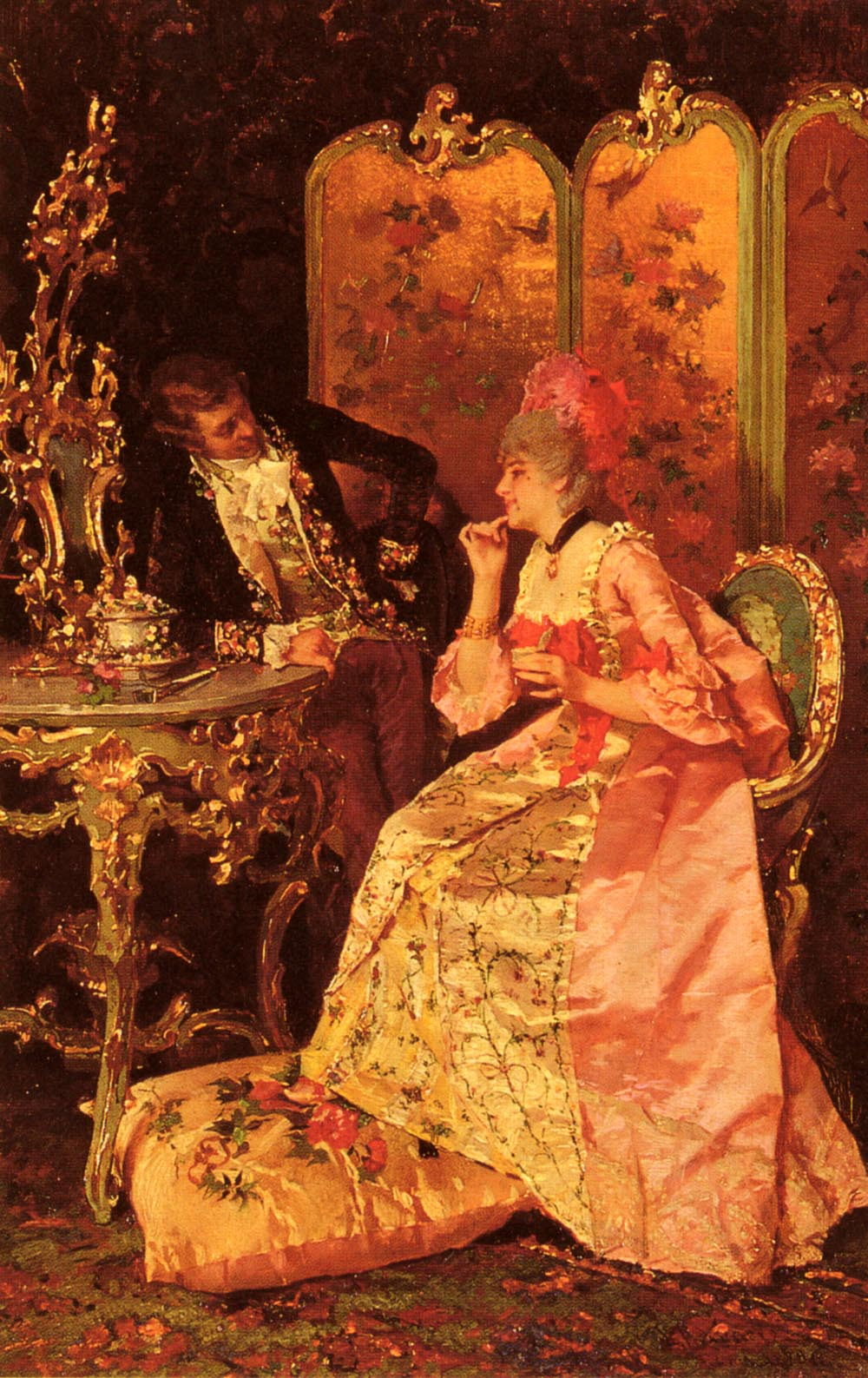
El flirteo

Stella matutina - 1890
| Predecesor: Francisco Pradilla y Ortiz | Director del Museo del Prado 1898 – 1901 | Sucesor: José Villegas Cordero |